# Comtat de Palma del Río

Escut dels Portocarrero-Bocanegra, comtes de Palma del Río

El comtat de Palma del Río és un títol nobiliari espanyol creat el 1507 i concedit al senyor de la vila de Palma del Río (Còrdova), Luis Fernández Portocarrero y Manrique de Lara. Els Portocarrero eren senyors de Palma des del segle XV mercès del matrimoni de Francisca Portocarrero amb Gil Bocanegra, el fill dels quals morí sense descendència i finalment la senyoria passà a Martín Fernández Portocarrero.

## Titulars
La nissaga dels comtes s'inicia amb els Fernández Portocarrero-Bocanegra. Al segle xviii passa als Silva, ducs d'Híxar, i finalment el títol acabà en mans dels ducs d'Alba el 1967, de la mà de la duquessa Cayetana Fitz-James Stuart. El llistat de comtes és el següent:
| Núm.  | Comte                                | Període   | Relació              |
| ----- | ------------------------------------ | --------- | -------------------- |
| I     | Luis Fernández Portocarrero          | 1507-1528 |                      |
| II    | Luis Fernández Portocarrero          | 1528-1574 | Fill de l'anterior.  |
| III   | Luis Antonio Fernández Portocarrero  | 1574-1639 | Fill de l'anterior.  |
| IV    | Fernando Luis Fernández Portocarrero | 1639-1648 | Net de l'anterior.   |
| V     | Luis Antonio Fernández Portocarrero  | 1648-1723 | Fill de l'anterior.  |
| VI    | Gaspar Fernández Portocarrero        | 1723-1730 | Fill de l'anterior.  |
| VII   | Joaquín María Fernández Portocarrero | 1730-1731 | Fill de l'anterior.  |
| VIII  | Agustín Fernández Portocarrero       | 1731-1748 | Oncle de l'anterior. |
| IX    | Joaquín Fernández Portocarrero       | 1748-1760 | Germà de l'anterior. |
| X     | Pedro de Alcántara de Silva          | 1760-1808 | Nebot de l'anterior. |
| XI    | Agustín Pedro de Silva               | 1808-1817 | Fill de l'anterior.  |
| XII   | Francisca Javiera de Silva           | 1817-1818 | Filla de l'anterior. |
| XIII  | José Rafael Fernández de Híjar       | 1818-1884 | Fill de l'anterior.  |
| XIV   | Andrés Avelino de Silva              | 1884-1903 | Fill de l'anterior.  |
| XV    | Andrés de Silva                      | 1903-1914 | Net de l'anterior.   |
| XVI   | Alfonso de Silva                     | 1914-1930 | Pare de l'anterior.  |
| XVII  | Alfonso de Silva                     | 1930-1967 | Fill de l'anterior.  |
| XVIII | Cayetana Fitz-James Stuart           | 1967-2013 | Neta de l'anterior.  |
| XIX   | Alfonso Martínez de Irujo            | 2013-Act. | Fill de l'anterior.  |